# Timmerfabriek Koninklijke Maatschappij De Schelde
De Timmerfabriek Koninklijke Maatschappij De Schelde is een industrieel gebouw in de Nederlandse stad Vlissingen. Het is in 1913-1915 gebouwd als timmerfabriek van de Koninklijke Maatschappij De Schelde. Het bouwwerk is een vroeg voorbeeld van een gewapend betonskeletbouw en is daarom in 1997 opgenomen in het register van rijksmonumenten. Sinds 2022 is in het pand een hotel gevestigd.

## Geschiedenis
In 1914 begon de Hollandsche Maatschappij tot het Maken van Werken in Gewapend Beton uit Den Haag aan de bouw van een timmerfabriek voor de scheepswerf de Koninklijke Maatschappij De Schelde. Het gebouw is een vroeg voorbeeld van een gewapend betonskeletbouw. In de timmerfabriek werd de afwerking en de meubilering voor schepen vervaardigd. Zo werden interieurs gebouwd voor de luxe passagiersschepen van de Rotterdamse Lloyd. Na de oorlog nam de werkgelegenheid af en bleef een kleine houtwerkplaats over. Uiteindelijk werd de werkplaats gesloten en werd het gebouw gebruikt als opslagruimte, onder meer voor de Oudheidkamer KMS. In de jaren 1990 kwam het gebouw leeg te staan, het werd incidenteel benut voor het houden van evenementen.

## Architectuur en bouwtechniek
Het gebouw heeft drie bouwlagen en een plat dak, in het midden voorzien van een langgerekt glazen zadeldak dat dienst doet als lichtstraat. De plattegrond is rechthoekig, maar de noordgevel staat schuin. Het gebouw heeft een betonskelet, dat is ingevuld met reeksen stalen kozijnen met roedeverdeling, voornamelijk in 7x5 ruits; enkele vensters op de noordoosthoek van het gebouw zijn voorzien van een middenstijl en een kalf. De noordgevel is negen traveeën breed. De oostgevel die eenentwintig traveeën breed is, is ter plaatse van drie traveeën brede ingang voorzien van eenzelfde frontonachtige bekroning als aan de noordgevel.

### Interieur

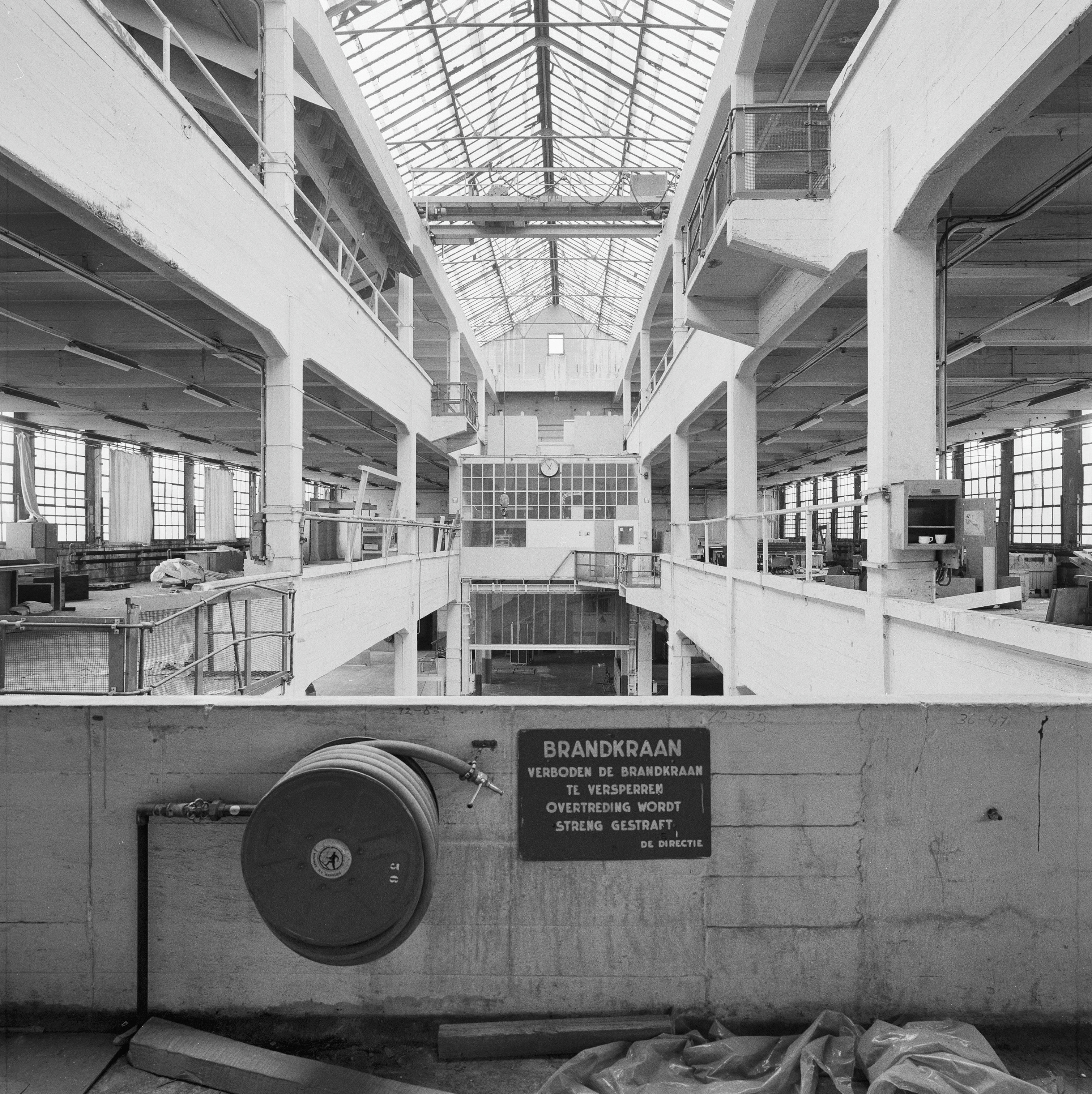
Interieur, overzicht lichtstraat met zadeldak (1998)

Het interieur wordt gedomineerd door het betonskelet dat bestaat uit drie gestapelde balkenvloeren met balken in een richting, gedragen door kolommen op een regelmatig stramien. Door deze goed bewaard gebleven constructie zijn vrij indeelbare ruimten ontstaan. De lichtstraat wordt gedragen door Polonceau-spanten en zorgt voor een optimale lichtinval die destijds nodig was voor de timmerwerklieden.
Een in de buurt gelegen bouwkundig en architectonisch verwant complex is het Mijnenmagazijn in Veere.

### Waardering
Het gebouw uit 1915 is van cultuurhistorisch belang omdat de scheepsbouw in de twintigste eeuw lange tijd een belangrijke industrietak was. Architectuurhistorisch is het gebouw interessant vanwege het sterk functioneel bepaalde uiterlijk. Bouwtechnisch zijn de typerende stalen ramen bijzonder en ook de moderne, functionele betonconstructie. Het is een zeldzaam goed bewaard gebleven industrieel gebouw uit het begin van de twintigste eeuw.

## Hotel
De Timmerfabriek is vanaf 2010 voor verder verval behoed en ten slotte herbestemd tot hotel. Bij de restauratie zijn kenmerkende elementen, zoals het betonskelet, het atrium, de ramen en het glazen dak, bewaard gebleven of vernieuwd. Het zeshoekige torentje, dat bij een bombardement in 1943 verloren was gegaan, keerde terug. Hotel de Timmerfabriek werd in 2022 geopend, het beschikt over 68 kamers.

## Fotogalerij

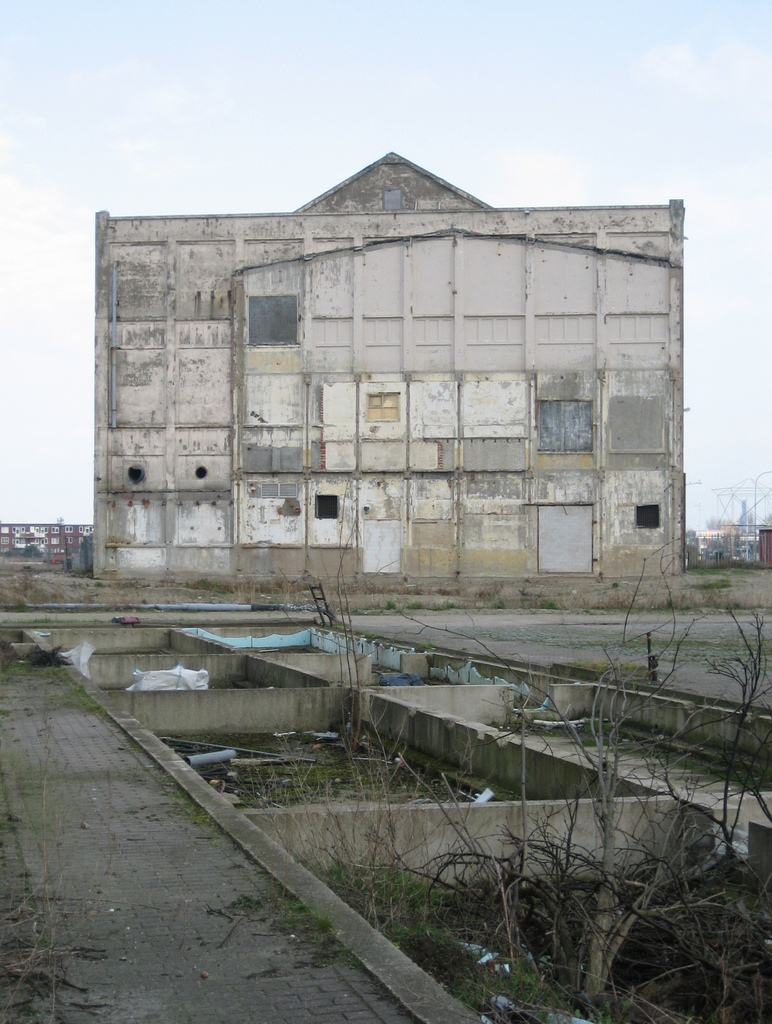
Zuidgevel met zichtbare dakmoet van de gesloopte aanbouw uit 1940
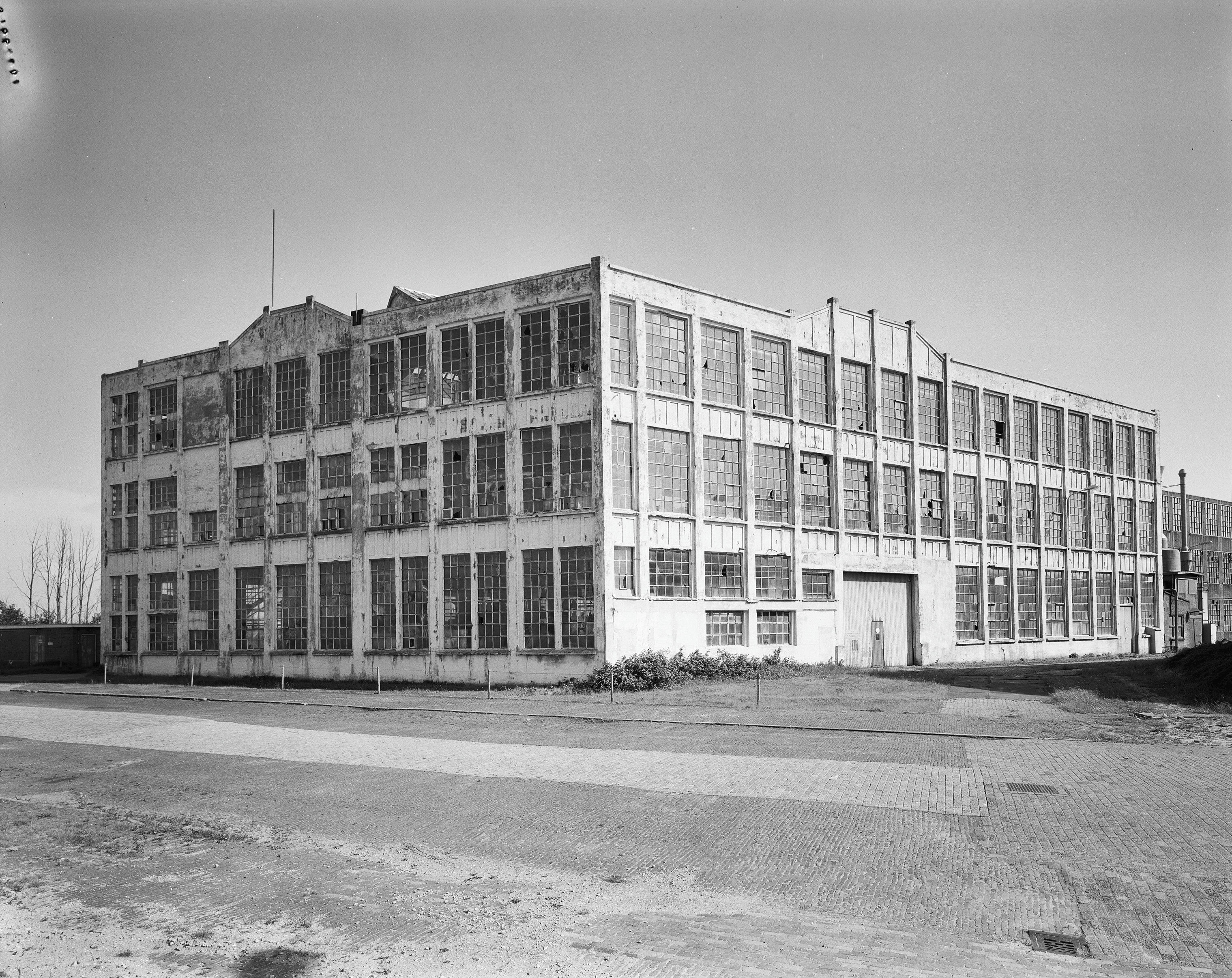
Overzicht voorgevel en linker zijgevel
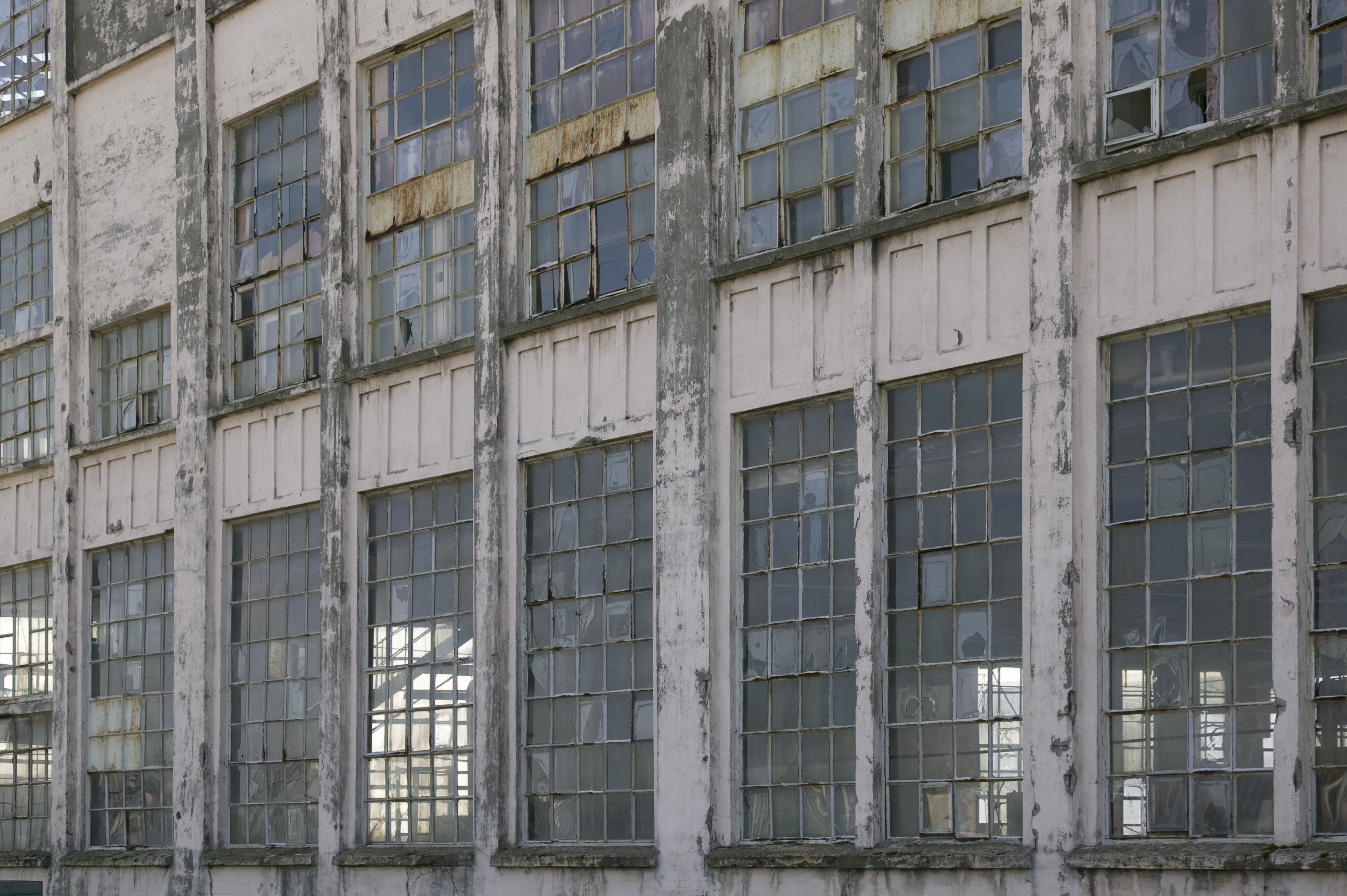
Overzicht van de gevel
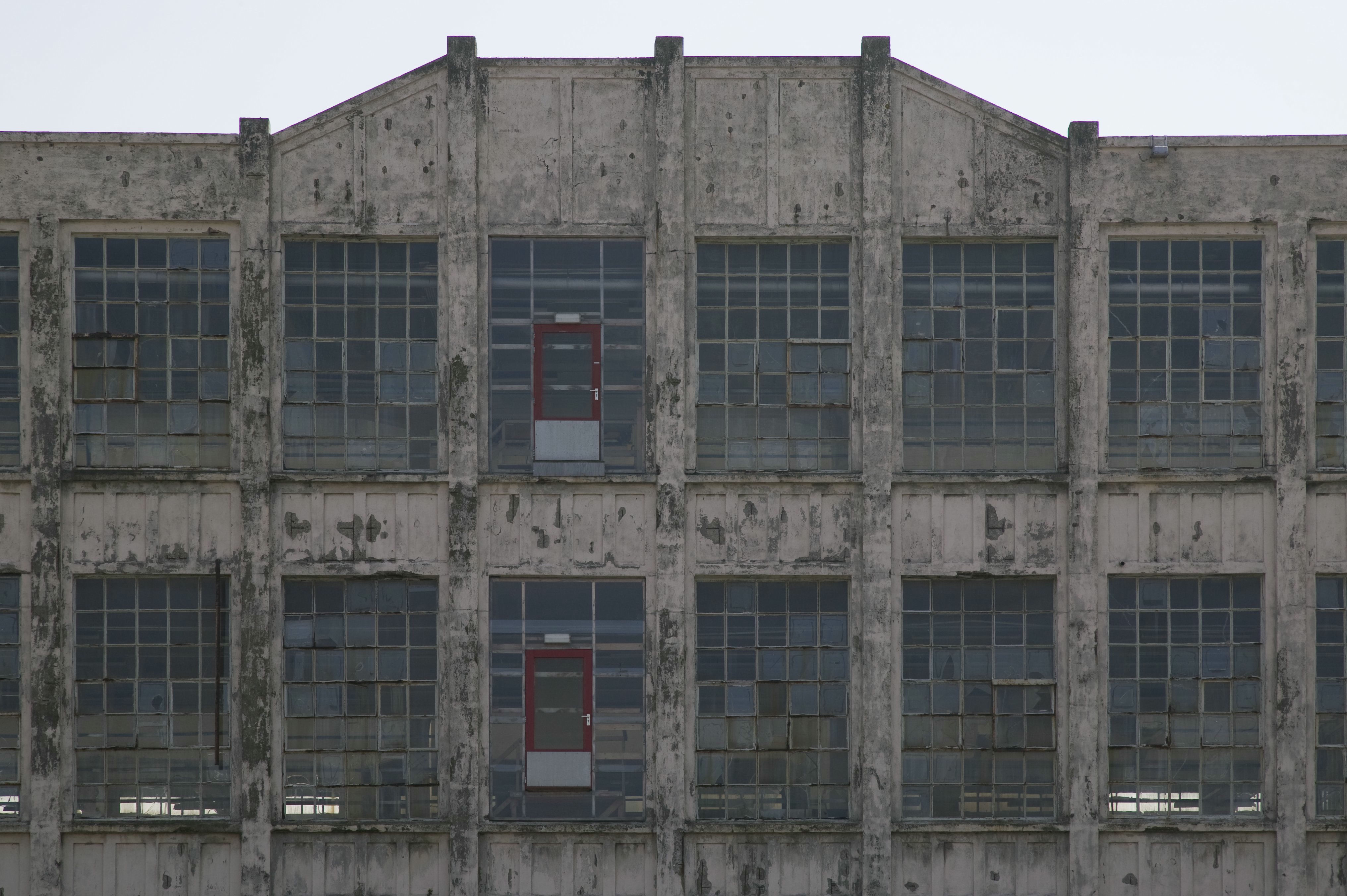
Overzicht van de gevel
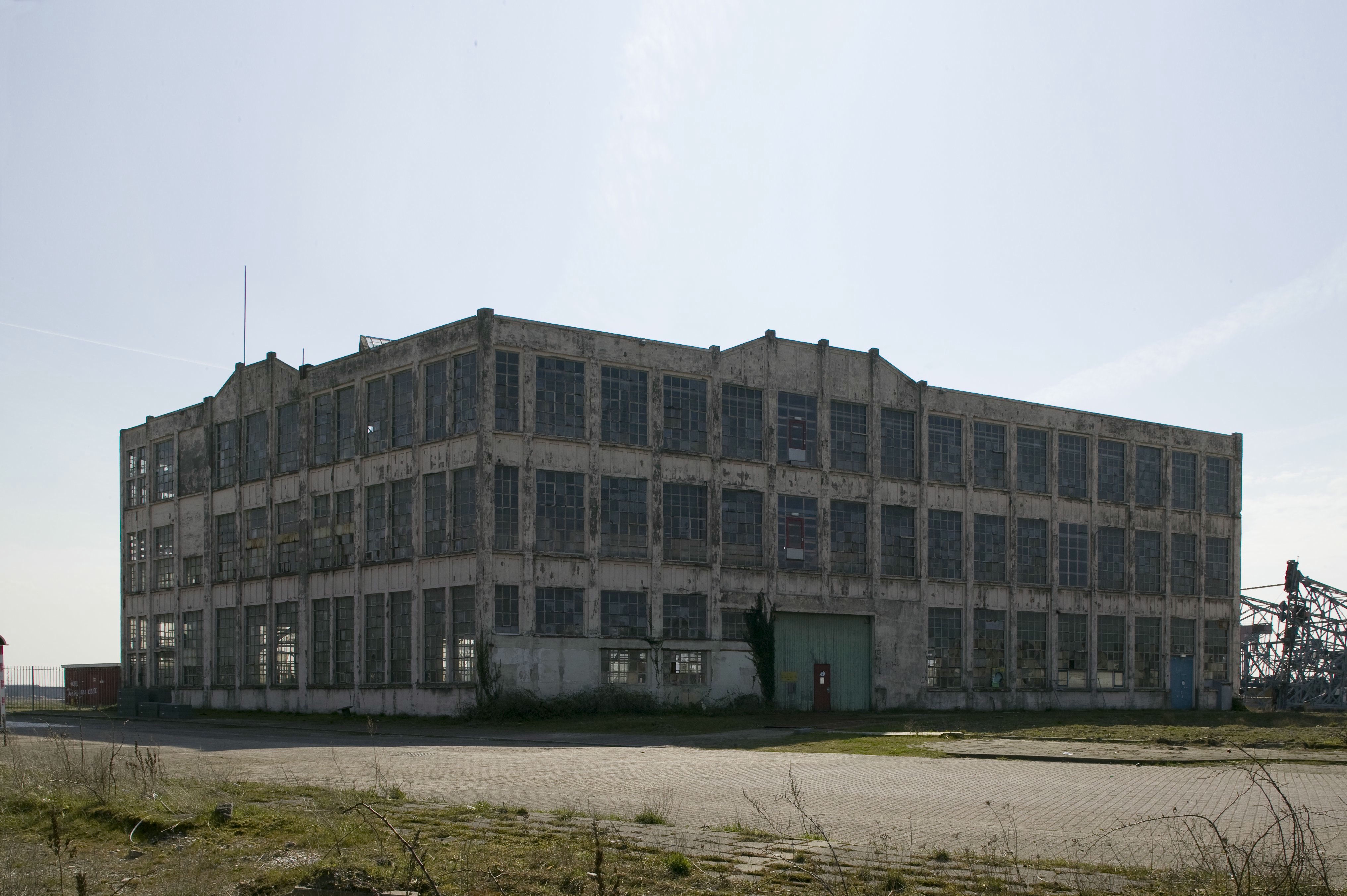
Overzicht van de fabriek
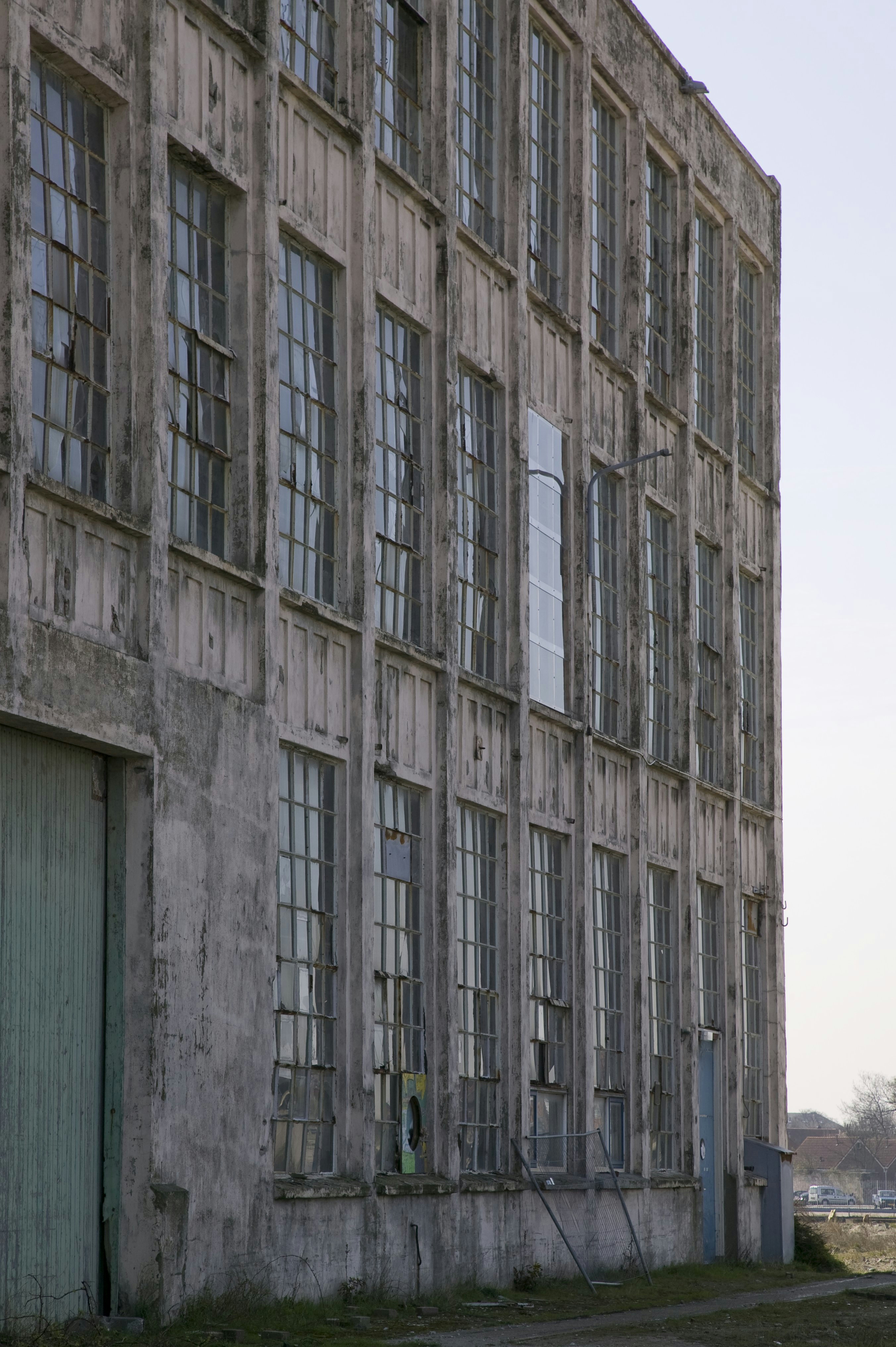
Detail, zijaanzicht
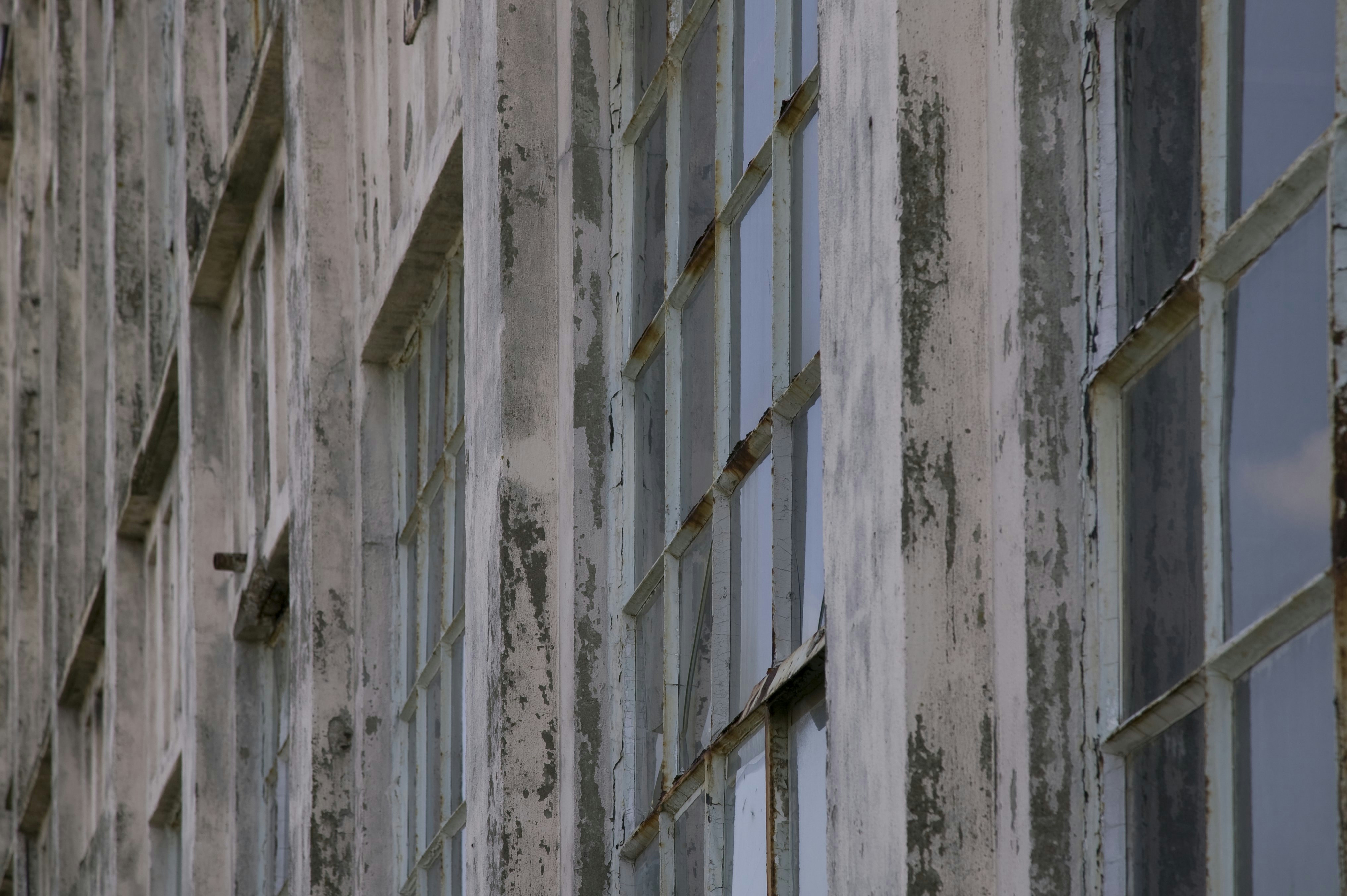
Detail, de roest op de ramenrasters
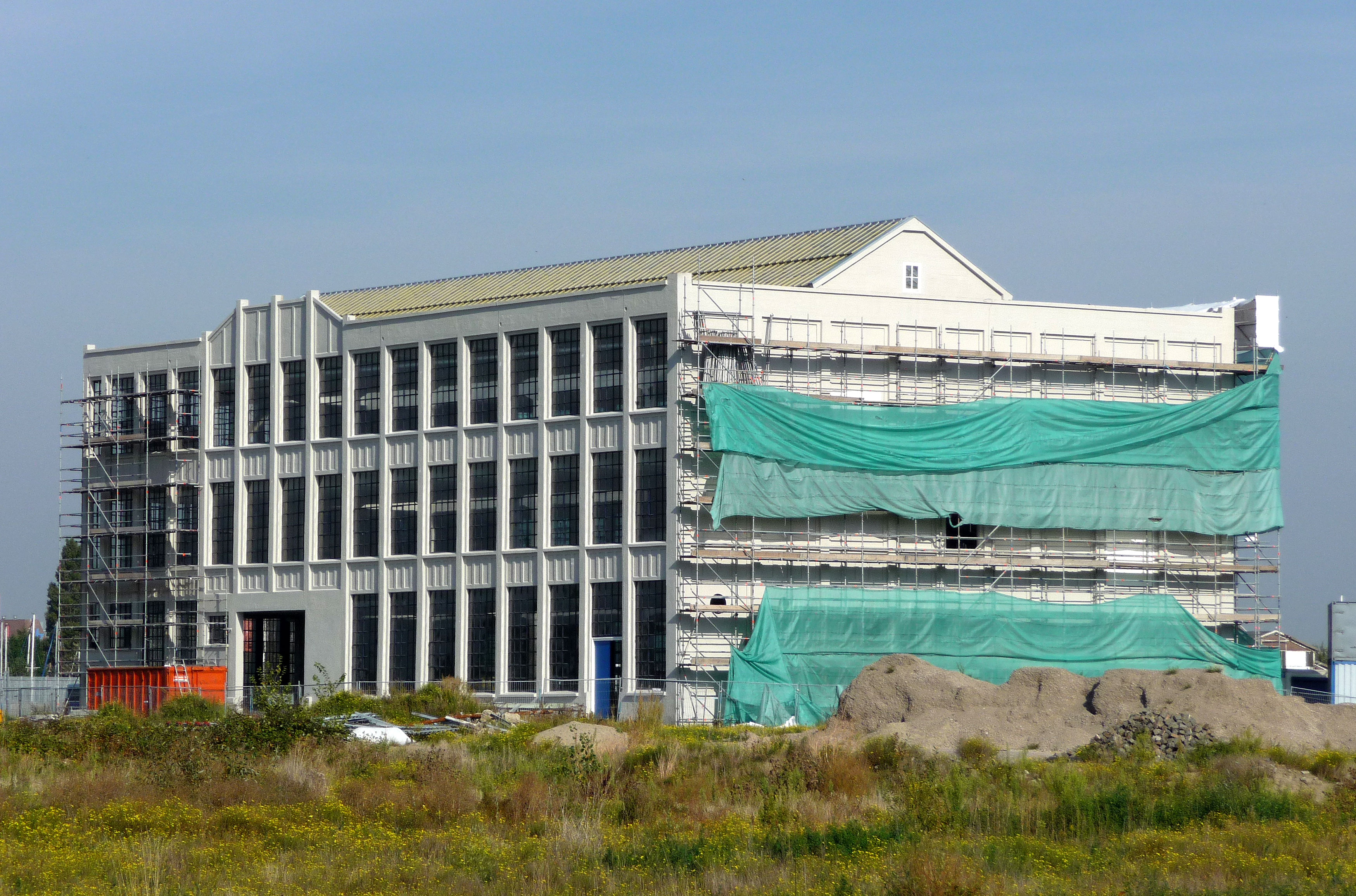
Aanvang restauratie in 2010